# Moselbrücke Neumagen-Dhron

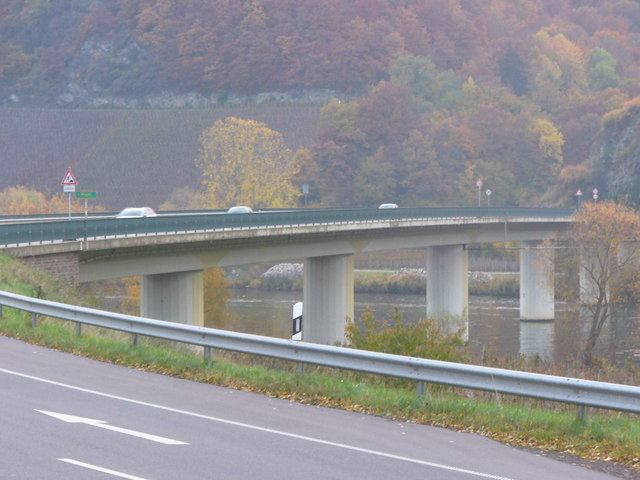
Moselbrücke Neumagen-Dhron

Die Moselbrücke Neumagen-Dhron ist eine Straßenbrücke über die Mosel in Neumagen-Dhron im Landkreis Bernkastel-Wittlich in Rheinland-Pfalz.
Die Hohlkastenbrücke aus Spannbeton wurde 1964 erbaut, ist Teil der Bundesstraße 53, liegt am Mosel-km 151,79 und 8,40 m über HSW.